# Misty Stone
Michelle Lynn Hall (Inglewood, California; 26 de marzo de 1986), más conocida como Misty Stone es una actriz pornográfica estadounidense, de ascendencia afroestadounidense. Debutó en la industria pornográfica en 2006, con 20 años.

## Biografía
Stone nació y creció en Inglewood, California pero también vivió en Omaha, Nebraska. Ella dice en una entrevista de 2014 que "no era sexualmente abierta" cuando era más joven y se consideraba una lesbiana. Stone jugaba baloncesto en la escuela secundaria.
Stone votó por Barack Obama en las elecciones presidenciales de los Estados Unidos de 2008 y ha expresado su apoyo a Hillary Clinton en las elecciones presidenciales de los Estados Unidos de 2016.

## Premios y nominaciones
| Año  | Premio           | Resultado | Categoría                                                         | Trabajo                         |
| ---- | ---------------- | --------- | ----------------------------------------------------------------- | ------------------------------- |
| 2009 | AVN Award        | Nominada  | Best All-Girl Group Sex Scene                                     | The Violation of Flower Tucci   |
| 2009 | CAVR Award       | Ganadora  | Hottie of the Year                                                |                                 |
| 2010 | AVN Award        | Nominada  | Best Supporting Actress                                           | Flight Attendants               |
| 2010 | AVN Award        | Nominada  | Best Oral Sex Scene                                               | Flight Attendants               |
| 2010 | AVN Award        | Nominada  | Best All-Girl Couples Sex Scene                                   | Pussy a Go Go!                  |
| 2010 | AVN Award        | Nominada  | Female Performer of the Year                                      |                                 |
| 2011 | AVN Award        | Nominada  | Best Actress                                                      | A Love Triangle                 |
| 2011 | AVN Award        | Nominada  | Best Couples Sex Scene                                            | Awakening to Love               |
| 2011 | AVN Award        | Nominada  | Best Group Sex Scene                                              | Speed                           |
| 2011 | AVN Award        | Nominada  | Best Supporting Actress                                           | Awakening to Love               |
| 2011 | AVN Award        | Nominada  | Female Performer of the Year                                      |                                 |
| 2011 | AVN Award        | Nominada  | Most Outrageous Sex Scene                                         | This Ain't Avatar XXX 3D        |
| 2012 | XBIZ Award       | Nominada  | Female Performer of the Year                                      |                                 |
| 2012 | Urban X Award    | Ganadora  | Best Couples Sex Scene, Horizon, Wicked Pictures with Bill Bailey |                                 |
| 2013 | AVN Award        | Nominada  | Female Performer of the Year                                      |                                 |
| 2013 | XBIZ Award       | Nominada  | Best Actress—Parody Release                                       | Men in Black: A Hardcore Parody |
| 2013 | NightMoves award | Ganadora  | Best Ethnic Performer, Editor’s Choice                            |                                 |